# 대만 공산당 (2008년)
대만 공산당은 중화민국의 사회민주주의 정당이다. 2008년 7월 20일에 세워졌고 본부는 대만 타이난시 신화 구에 위치하고 있다. 2008년 중화민국에서 공산당 금지령이 해제되면서 세워졌으며 1928년의 같은 이름의 대만 공산당과는 소급되는 점은 없다. 그러나 중국 공산당의 정권인 중화인민공화국 체제에 부정적이며, 대만 공화국 독립을 지지한다.

## 같이 보기
- 대만 공산당 (1928년)